# 特賴朗
特賴朗（葡萄牙語：Trairão），是巴西的城鎮，位於該國北部，由帕拉州負責管轄，面積11,991平方公里，海拔高度105米，2010年人口16,885，該城鎮人口密度每平方公里1.41人。